# Volta Ciclista a Catalunya 1999
La Volta Ciclista a Catalunya 1999, settantanovesima edizione della corsa, si svolse in sette tappe, precedute da un prologo, dal 17 al 24 giugno 1999, per un percorso totale di 911,8 km (originariamente ne erano previsti 1067,4 km, causa annullamento terza tappa per la tragedia del giorno precedente, in cui perse la vita Manuel Sanroma Valencia), con partenza da La Pineda e arrivo all'Alt de la Rabassa (Andorra). La vittoria fu appannaggio dello spagnolo Manuel Beltrán, che completò il percorso in 23h40'32", precedendo i connazionali Roberto Heras e José María Jiménez. 
I corridori che partirono da La Pineda furono 119, mentre coloro che tagliarono il traguardo di Alt de la Rabassa furono 57.

## Tappe
| Tappa  | Data      | Percorso                                                                | km           | Vincitore di tappa       | Leader cl. generale |
| ------ | --------- | ----------------------------------------------------------------------- | ------------ | ------------------------ | ------------------- |
| Pr.    | 17 giugno | La Pineda > Vila-seca (cron. individuale)                               | 8,1          | Ángel Casero             | Ángel Casero        |
| 1ª     | 18 giugno | Vila-seca > Tortosa                                                     | 161,2        | Mario Cipollini          | Ángel Casero        |
| 2ª     | 19 giugno | Tortosa > Vilanova i la Geltrú                                          | 172,5        | Mario Cipollini          | Ángel Casero        |
| 3ª     | 20 giugno | Vilanova i la Geltrú > Barcellona                                       | 155,6        | annullata causa tragedia | Ángel Casero        |
| 4ª     | 21 giugno | Badalona > Badalona                                                     | 182,4        | Erik Zabel               | Ángel Casero        |
| 5ª     | 22 giugno | El Masnou > Banyoles                                                    | 174,8        | Erik Zabel               | Ángel Casero        |
| 6ª     | 23 giugno | Banyoles > Cortals d'Encamp (AND)                                       | 198,6        | Roberto Heras            | Manuel Beltrán      |
| 7ª     | 24 giugno | Sant Julià de Lòria (AND) > Alt de la Rabassa (AND) (cron. individuale) | 14,2         | Manuel Beltrán           | Manuel Beltrán      |
| Totale | Totale    | Totale                                                                  | 1067,4 911,8 |                          |                     |

## Squadre e corridori partecipanti
| N.    | Cod. | Squadra                          |
| ----- | ---- | -------------------------------- |
| 1-8   | VIT  | Vitalicio Seguros-Grupo Generali |
| 11-18 | TEL  | Team Deutsche Telekom            |
| 21-28 | KEL  | Kelme-Costa Blanca               |
| 31-38 | MER  | Mercatone Uno-Bianchi            |
| 41-48 | BAN  | Banesto                          |
| 51-58 | MAP  | Mapei-Quick Step                 |
| 61-68 | ONE  | O.N.C.E.-Deutsche Bank           |
| 71-78 | TVM  | TVM-Farm Frites                  |

| N.      | Cod. | Squadra                  |
| ------- | ---- | ------------------------ |
| 81-88   | SAE  | Saeco-Cannondale         |
| 91-98   | EUS  | Euskaltel-Euskadi        |
| 101-108 | LOT  | Lotto-Mobistar           |
| 111-118 | FUE  | Fuenlabrada-Cafés Toscaf |
| 121-128 | LAM  | Lampre-Daikin            |
| 131-138 | FES  | Festina                  |
| 141-148 | USP  | US Postal Service        |

## Dettagli delle tappe

### Prologo
- 17 giugno: La Pineda > Vila-seca – Cronometro individuale – 8,1 km

Risultati
| Pos. | Corridore     | Squadra   | Tempo  |
| ---- | ------------- | --------- | ------ |
| 1    | Ángel Casero  | Vitalicio | 10'22" |
| 2    | Andrea Peron  | O.N.C.E.  | a 3"   |
| 3    | Abraham Olano | O.N.C.E.  | a 4"   |

| Pos. | Corridore     | Squadra   | Tempo  |
| ---- | ------------- | --------- | ------ |
| 1    | Ángel Casero  | Vitalicio | 10'22" |
| 2    | Andrea Peron  | O.N.C.E.  | a 3"   |
| 3    | Abraham Olano | O.N.C.E.  | a 4"   |

### 1ª tappa
- 18 giugno: Vila-seca > Tortosa – 161,2 km

Risultati
| Pos. | Corridore       | Squadra   | Tempo    |
| ---- | --------------- | --------- | -------- |
| 1    | Mario Cipollini | Saeco-C.  | 4h24'13" |
| 2    | Erik Zabel      | Telekom   | s.t.     |
| 3    | George Hincapie | US Postal | s.t.     |

| Pos. | Corridore     | Squadra   | Tempo    |
| ---- | ------------- | --------- | -------- |
| 1    | Ángel Casero  | Vitalicio | 4h34'25" |
| 2    | Andrea Peron  | O.N.C.E.  | a 3"     |
| 3    | Abraham Olano | O.N.C.E.  | a 4"     |

### 2ª tappa
- 19 giugno: Tortosa > Vilanova i la Geltrú – 172,5 km

Risultati
| Pos. | Corridore         | Squadra   | Tempo    |
| ---- | ----------------- | --------- | -------- |
| 1    | Mario Cipollini   | Saeco-C.  | 4h00'38" |
| 2    | Jeroen Blijlevens | TVM       | s.t.     |
| 3    | George Hincapie   | US Postal | s.t.     |

| Pos. | Corridore       | Squadra   | Tempo    |
| ---- | --------------- | --------- | -------- |
| 1    | Ángel Casero    | Vitalicio | 8h12'30" |
| 2    | George Hincapie | US Postal | a 1"     |
| 3    | Abraham Olano   | O.N.C.E.  | s.t.     |

### 3ª tappa
- 20 giugno: Vilanova i la Geltrú > Barcellona – 155,6 km

Annullata alla memoria del corridore Manuel Sanroma Valencia, scomparso durante la tappa precedente

### 4ª tappa
- 21 giugno: Badalona > Badalona – 182,4 km

Risultati
| Pos. | Corridore       | Squadra   | Tempo    |
| ---- | --------------- | --------- | -------- |
| 1    | Erik Zabel      | Telekom   | 4h45'14" |
| 2    | George Hincapie | US Postal | s.t.     |
| 3    | Dmitrij Konyšev | Mercatone | s.t.     |

| Pos. | Corridore       | Squadra   | Tempo     |
| ---- | --------------- | --------- | --------- |
| 1    | Ángel Casero    | Vitalicio | 13h20'24" |
| 2    | George Hincapie | US Postal | a 1"      |
| 3    | Abraham Olano   | O.N.C.E.  | s.t.      |

### 5ª tappa
- 22 giugno: El Masnou > Banyoles – 174,8 km

Risultati
| Pos. | Corridore       | Squadra   | Tempo    |
| ---- | --------------- | --------- | -------- |
| 1    | Erik Zabel      | Telekom   | 4h07'01" |
| 2    | Sergej Ivanov   | TVM       | s.t.     |
| 3    | George Hincapie | US Postal | s.t.     |

| Pos. | Corridore       | Squadra   | Tempo     |
| ---- | --------------- | --------- | --------- |
| 1    | Ángel Casero    | Vitalicio | 17h27'25" |
| 2    | George Hincapie | US Postal | a 1"      |
| 3    | Abraham Olano   | O.N.C.E.  | s.t.      |

### 6ª tappa
- 23 giugno: Banyoles > Cortals d'Encamp (AND) – 198,6 km

Risultati
| Pos. | Corridore          | Squadra           | Tempo    |
| ---- | ------------------ | ----------------- | -------- |
| 1    | Roberto Heras      | Kelme             | 5h39'00" |
| 2    | José María Jiménez | Banesto           | a 2"     |
| 3    | Joseba Beloki      | Euskaltel-Euskadi | a 6"     |

| Pos. | Corridore      | Squadra   | Tempo     |
| ---- | -------------- | --------- | --------- |
| 1    | Manuel Beltrán | Banesto   | 23h07'01" |
| 2    | Ángel Casero   | Vitalicio | a 12"     |
| 3    | Roberto Heras  | Kelme     | a 20"     |

### 7ª tappa
- 24 giugno: Sant Julià de Lòria (AND) > Alt de la Rabassa (AND) (cron. individuale)  – 14,2 km

Risultati
| Pos. | Corridore          | Squadra           | Tempo  |
| ---- | ------------------ | ----------------- | ------ |
| 1    | Manuel Beltrán     | Banesto           | 33'31" |
| 2    | José María Jiménez | Banesto           | a 29"  |
| 3    | Joseba Beloki      | Euskaltel-Euskadi | a 33"  |

| Pos. | Corridore          | Squadra | Tempo     |
| ---- | ------------------ | ------- | --------- |
| 1    | Manuel Beltrán     | Banesto | 23h40'32" |
| 2    | Roberto Heras      | Kelme   | a 57"     |
| 3    | José María Jiménez | Banesto | a 1'00"   |

## Classifiche finali

### Classifica generale
| Pos. | Corridore          | Squadra               | Tempo     |
| ---- | ------------------ | --------------------- | --------- |
| 1    | Manuel Beltrán     | Banesto               | 23h40'32" |
| 2    | Roberto Heras      | Kelme-Costa Blanca    | a 57"     |
| 3    | José María Jiménez | Banesto               | a 1'00"   |
| 4    | Joseba Beloki      | Euskaltel-Euskadi     | a 1'02"   |
| 5    | Georg Totschnig    | Team Deutsche Telekom | a 1'44"   |
| 6    | Roberto Laiseka    | Euskaltel-Euskadi     | a 2'43"   |
| 7    | Fernando Escartín  | Kelme-Costa Blanca    | a 3'01"   |
| 8    | Hernán Buenahora   | Vitalicio Seguros     | a 3'13"   |
| 9    | Ángel Casero       | Vitalicio Seguros     | a 3'26"   |
| 10   | Haimar Zubeldia    | Euskaltel-Euskadi     | a 4'05"   |

### Classifica scalatori
| Pos. | Corridore         | Squadra               | Punti |
| ---- | ----------------- | --------------------- | ----- |
| 1    | Dmitrij Konyšev   | Mercatone Uno-Bianchi | 40    |
| 2    | Orlando Rodrigues | Banesto               | 37    |
| 3    | Roberto Heras     | Kelme-Costa Blanca    | 34    |

### Classifica sprint
| Pos. | Corridore       | Squadra           | Punti |
| ---- | --------------- | ----------------- | ----- |
| 1    | Mariano Piccoli | Lampre-Daikin     | 16    |
| 2    | Roberto Laiseka | Euskaltel-Euskadi | 3     |
| 3    | Marco Pinotti   | Lampre-Daikin     | 2     |

### Classifica squadre
| Pos. | Squadra                          | Tempo     |
| ---- | -------------------------------- | --------- |
| 1    | Banesto                          | 71h06'09" |
| 2    | Euskaltel-Euskadi                | a 2'20"   |
| 3    | Vitalicio Seguros-Grupo Generali | a 8'29"   |